# Epilobium vicinum
Epilobium vicinum är en dunörtsväxtart som beskrevs av M. Smejkal. Epilobium vicinum ingår i släktet dunörter, och familjen dunörtsväxter. Inga underarter finns listade i Catalogue of Life.